# Anticharis glandulosa
Anticharis glandulosa är en flenörtsväxtart som beskrevs av Aschers.. Anticharis glandulosa ingår i släktet Anticharis och familjen flenörtsväxter. Inga underarter finns listade i Catalogue of Life.